# Sint-Antonius-Abtkerk (Rotterdam)
De Sint-Antonius-Abtkerk was een katholieke kerk in de Rotterdamse wijk Tussendijken. De kerk stond aan de Jan Kruyffstraat en was gewijd aan de heilige Antonius Abt.

## Geschiedenis
De parochie van de Heilige Antonius Abt was de oude parochie van Delfshaven die tussen 1417 en 1574 haar kerkgebouw had in de Oude Kerk. Bij de reformatie verloor de parochie haar kerk en werden gedurende vele jaren schuilkerken gebruikt.
In 1863 werd er een kerk aan de Havenstraat in gebruik genomen. Na de annexatie van Delfshaven door Rotterdam werd in het begin van de 20e eeuw een begin gemaakt met de bouw van de wijken Bospolder en Tussendijken. Het gebied tussen de Noordschans, de Mathenesserdijk en de Jan Kruyffstraat werd bestemd voor de bouw van katholieke scholen en een nieuwe parochiekerk. Vanwege de Eerste Wereldoorlog kreeg de parochie de financiering voor een kerk niet rond, waarna een houten noodkerk werd gebouwd. Deze werd in 1918 in gebruik genomen. Na de bouw van de noodkerk werd de bouw van de scholen ter hand genomen en in 6 april 1930 werd de nieuwe Antonius-Abtkerk ingewijd door bisschop Aengenent. Zowel de scholen als de nieuwe kerk waren ontworpen door architect A.J. Kropholler. De kerk geldt als een van diens belangrijkste werken en was uniek in zijn oeuvre vanwege de centraliserende plattegrond.
In de kerk hing het zogenaamde Piet-Heynskruis, een ivoren crucifix van ongeveer 1 meter lang, dat door Piet Heyn is buitgemaakt bij de verovering van de Zilvervloot. Dit kruisbeeld zou volgens de overlevering aan de katholieke Delfshavenaars geschonken door Piet Heyn. Het Piet-Heynskruis heeft vanaf 1730 in de toenmalige schuilkerk aan de Kruisstraat in Delfshaven gehangen en is nog steeds in de parochie aanwezig.
Tijdens de Tweede Wereldoorlog, op 31 maart 1943, werd de wijk getroffen door een bombardement, waarbij ruim 400 mensen om het leven kwamen en 16.500 mensen dakloos raakten. De kerk en de directe omgeving werden niet geraakt.
Vanaf de jaren zestig kreeg de parochie te maken met een terugloop in het aantal parochianen door de ontkerkelijking van de wijk. Op 5 september 1971 werd de laatste mis gehouden en begin 1973 werd de kerk gesloopt. Op de plaats van de kerk werd een bejaardenhuis gebouwd, De Schans, waar voor de parochianen nog wel een kerkzaal was. Inmiddels is ook dit bejaardenhuis gesloopt en in 2008 vervangen door een nieuw gebouw.